# Polyphylla tonkinense
Polyphylla tonkinense är en skalbaggsart som beskrevs av Dewailly 1945. Polyphylla tonkinense ingår i släktet Polyphylla och familjen Melolonthidae. Inga underarter finns listade i Catalogue of Life.